# Linobambaki
La linobambaki era una comunidad que vivía en Chipre. Con el correr de los años fueron asimilados y absorbidos por la comunidad turcochipriota.

## Etimología
La palabra linobambaki deriva de la combinación de las palabras griegas λινο (lino), “ropa” y βάμβακοι (vamvaki), “algodón”. El término se acuñó de forma metafórica para denotar que a pesar de tener orígenes católicos latinos, adoptaron las vestimentas musulmanas.

## Historia

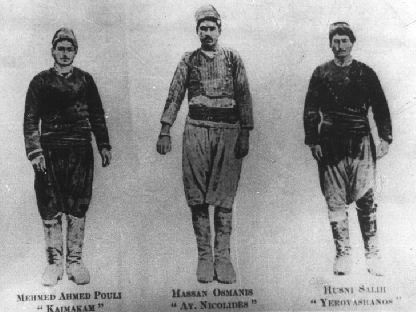
Hassan Pouli (Hasan Bulli), una figura histórica del folclore chipriota

La guerra turco-veneciana (1570-1573) concluyó con la totalidad de Chipre bajo el dominio otomano, e inmediatamente después de la guerra se implantaron sanciones contra la población cristiana latina de la isla. Con la rivalidad otomano-veneciana en su apogeo, los otomanos consideraban a los católicos latinos de Chipre como un riesgo potencial, y en particular, temían que atrajeran a los venecianos a regresar. Esto condujo a que los otomanos toleraran menos a la comunidad católica que a la comunidad ortodoxa griega. Además de la presión política y religiosa, se realizó una opresión económica que incluyó medidas como la eliminación de sus derechos a la propiedad. Entre los habitantes católicos afectados por estos actos había latinos, venecianos, genoveses, maronitas y armenios por lo que muchos se convirtieron obligadamente al islam para evitar la esclavitud, la opresión o la muerte, y con el tiempo serían denominados Linobambaki.
Los linobambaki no hacían demostraciones externas de sus creencias religiosas, debido a su falsa conversión. Así, en su vida cotidiana solían tener tanto nombres cristianos como musulmanes, o bien un nombre común para ambas religiones como Ibrahim (Abraham), Yusuf (José) o Musa (Moisés). En el reclutamiento anual a menudo eran reclutados en el ejército otomano, y evitaban el pago de impuestos para los no musulmanes. Los linobambaki no se integraron completamente en la vida tradicional musulmana, y sólo practicaban lo que les permitía acceso a las ventajas reservadas a los musulmanes. Por ejemplo, con frecuencia consumían alcohol y cerdo, y no asistían a los servicios religiosos; tradiciones que suelen continuarse en la cultura turcochipriota en la actualidad. Muchas personas linobambaki tienen nombres de santos cristianos que comienzan con άγιος (ayios), o "santo" para indicar sus orígenes católicos latinos. Se puede encontrar las raíces culturales e históricas en toda la vida y literatura turcochipriotas. Por ejemplo, dos de los personajes más destacados del folklore chipriota son "Gavur Imam" y "Hasan Bulli". Los linobambaki formaron parte de la mayoría de los levantamientos y rebeliones contra el dominio otomano, y otros órganos de gobierno local de la isla.

### Emplazamientos
Muchos de los pueblos y vecindarios aceptados integrantes del estado turcochipriota, eran anteriormente centros de actividad linobambaki. Estos incluyen a:
- Agios Sozomenos (Arpalık)[14]
- Agios Theodoros (Boğaziçi)[11]
- Armenochori (Esenköy)[15]
- Ayios Andronikos (Yeşilköy)[16]
- Ayios Iakovos (Altınova)[15]
- Ayios Ioannis (Ayyanni)[17]
- Ayios Khariton (Ergenekon)[15]
- Dali (Dali)[14]
- Frodisia (Yağmuralan)[18]
- Galinoporni (Kaleburnu)[19]
- Kato Arodhes (Aşağı Kalkanlı)[14]
- Tylliria (Dillirga)[20]
- Kornokipos (Görneç)[21]
- Limnitis (Yeşilırmak)[22]
- Louroujina (Akıncılar)[23]
- Melounta (Mallıdağ)[15]
- Platani (Çınarlı)[21]
- Potamia (Bodamya)[14]
- Kritou Marottou (Grit-Marut)[24]
- Vretsia (Vretça)[17]

## Linobambaki hoy en día

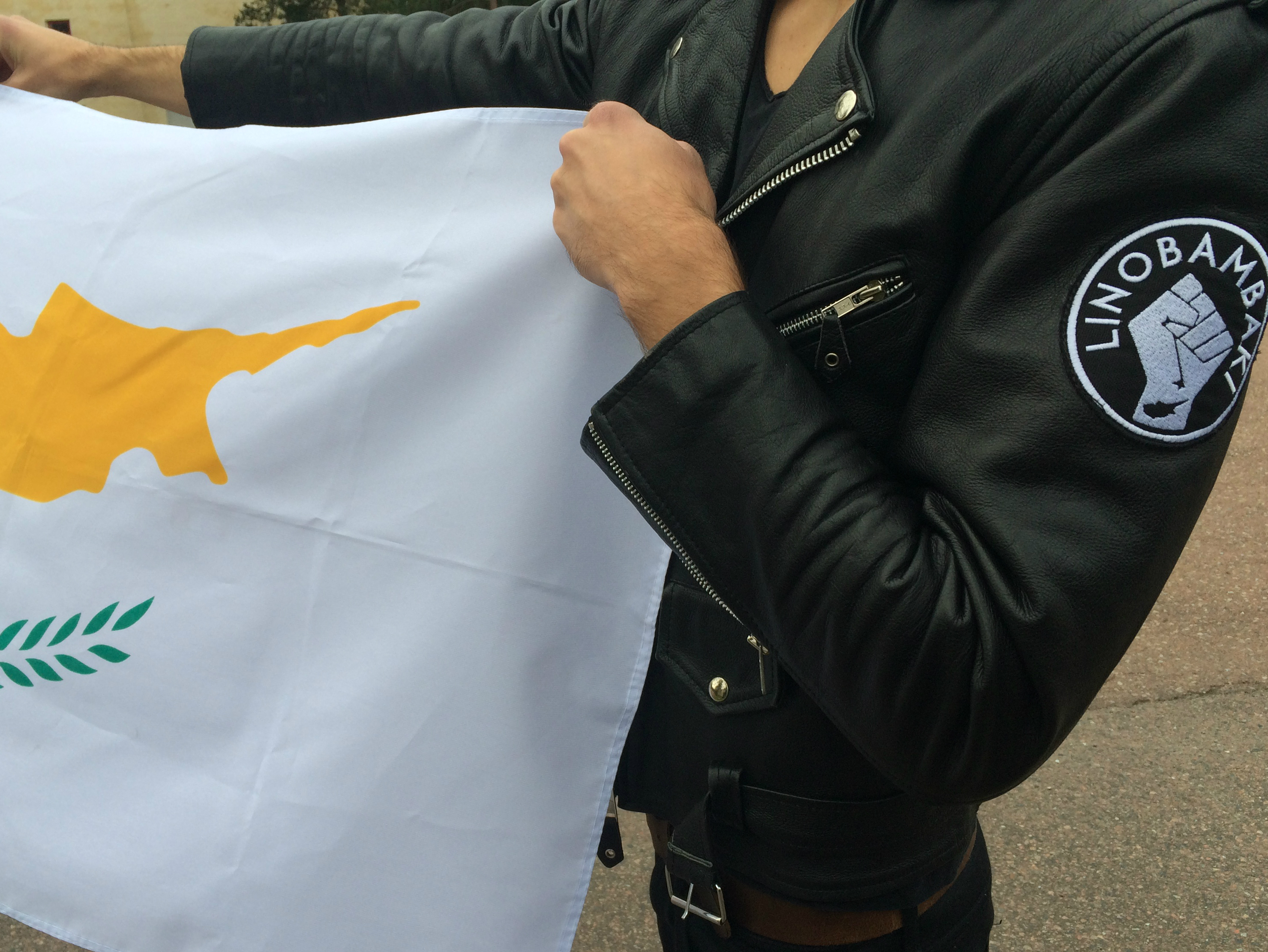
Un manifestante de las protestas en norte de Chipre de 2011.

El sistema de millet del imperio otomano fue abolido durante la administración británica. Entonces se dividió a la población de Chipre en dos grupos principales en los censos y registros administrativos. Debido a la política de polarización de la administración británica, los linobambaki se integraron en la comunidad turcochipriota.
Hoy en día, debido a la política de Turquía de intervención en la sociedad turcochipriota y el asentamiento ilegal masivo de turcos provenientes de Anatolia en el norte de la isla, se han producido disturbios que han dado lugar a una creciente tensión entre los turcochipriotas y los turcos. En respuesta al conflicto ha habido un despertar de las raíces linobambaki por parte de la sociedad turcochipriota que ha llevado a la formación de organizaciones y grupos.